# 中心 (代数学)
数学の分野である代数学において、多元環や群などの中心 (英: center, 独: Zentrum) は考えている構造の部分集合であって、乗法に関してすべての元と交換する元全体からなる。

## 群の中心
{\displaystyle G} を群とすると、その中心は集合
{\displaystyle \mathrm {Z} (G):=\{z\in G\mid \forall g\in G:gz=zg\}}
である。

### 性質
{\displaystyle G} の中心は部分群である。なぜならば、{\displaystyle x} と {\displaystyle y} を {\displaystyle Z(G)} の元とすると、任意の {\displaystyle g\in G} に対して、
{\displaystyle (xy)g=x(yg)=x(gy)=(xg)y=(gx)y=g(xy)}
なので、{\displaystyle xy} も中心に入る。同様にして、{\displaystyle x^{-1}} も中心に入る。
{\displaystyle x^{-1}g=(g^{-1}x)^{-1}=(xg^{-1})^{-1}=gx^{-1}}.
群の単位元 {\displaystyle e} は常に中心に入る。{\displaystyle eg=g=ge}.
中心はアーベル群で {\displaystyle G} の正規部分群である。{\displaystyle G} の特性部分群でもある、つまりすべての自己同型で不変である。中心は強特性 (strictly characteristic) でさえある、つまりすべての全射自己準同型で不変である。{\displaystyle G} がアーベル群であることと {\displaystyle Z(G)=G} は同値である。
中心はちょうど、{\displaystyle z} による共役、すなわち {\displaystyle \left(g\mapsto z^{-1}gz\right)} が恒等写像であるような、{\displaystyle G} の元 {\displaystyle z} からなる。したがって中心を中心化群の特別な場合としても定義できる。{\displaystyle C_{G}(G)=Z(G)} である。

### 例
- 3次対称群（英語版） {\displaystyle S_{3}=\left\{\mathrm {id} ,(1\;2),(1\;3),(2\;3),(1\;2\;3),(1\;3\;2)\right\}} の中心は単位元 {\displaystyle \mathrm {id} } のみからなる、なぜならば：

{\displaystyle (1\;2)(1\;3)=(1\;3\;2)\neq (1\;3)(1\;2)=(1\;2\;3)}
{\displaystyle (1\;2)(2\;3)=(1\;2\;3)\neq (2\;3)(1\;2)=(1\;3\;2)}
{\displaystyle (1\;2\;3)(1\;2)=(1\;3)\neq (1\;2)(1\;2\;3)=(2\;3)}
{\displaystyle (1\;3\;2)(1\;2)=(2\;3)\neq (1\;2)(1\;3\;2)=(1\;3)}
- 二面体群 {\displaystyle D_{4}} は正方形が全く動かないような平面の動きからなる。それは正方形の中心を中心とする角度 0°, 90°, 180°, 270°の回転と、2つの対角線および正方形の平行する辺の中点を通る2つの直線による4つの鏡映からなる。この群の中心はちょうど 0°と 180°の2つの回転からなる。
- 実数を成分に持つ可逆 n×n-行列の乗法群の中心は単位行列の（0 でない）実数倍からなる。

## 環の中心
環 R の中心は環の元であってすべての元と交換するものからなる。
{\displaystyle \mathrm {Z} (R)=\{z\in R\mid za=az\ {\text{for all}}\ a\in R\}.}
中心 {\displaystyle Z(R)} は R の可換な部分環である。環が中心と等しいことと可換であることは同値である。

## 結合多元環の中心
結合多元環 A の中心は可換な部分多元環
{\displaystyle \mathrm {Z} (A)=\{z\in A\mid za=az\ {\text{for all}}\ a\in A\}}
である。多元環がその中心と等しいことと可換であることは同値である。

## リー代数の中心

### 定義
リー代数 {\displaystyle {\mathfrak {g}}} の中心は（可換な）イデアル
{\displaystyle {\mathfrak {z}}({\mathfrak {g}})=\{z\in {\mathfrak {g}}\mid [x,z]=0\ {\text{for all}}\ x\in {\mathfrak {g}}\}}
である。ただし {\displaystyle [\cdot ,\cdot ]} はブラケット積、つまり {\displaystyle {\mathfrak {g}}} の積を表す。リー代数がその中心に等しいことと可換であることは同値である。

### 例
- 一般線型群 {\displaystyle \mathrm {GL} (n,K)} の中心は単位行列 {\displaystyle E_{n}} のスカラー倍からなる。

{\displaystyle Z\left(\mathrm {GL} (n,K)\right)=\{\lambda E_{n}\colon \lambda \in K^{*}\}}.
- 交換子をブラケット積とする結合多元環に対して2つの中心の概念は一致する。